# Soutomaior
Soutomaior är en kommun i Spanien. Den ligger i provinsen Pontevedra i den autonoma regionen Galicien i nordvästra delen av landet, 500 km nordväst om huvudstaden Madrid. Antalet invånare är 7 584 (2024). Arean är 24,99 kvadratkilometer. Soutomaior gränsar till Redondela, Pazos de Borbén, Fornelos de Montes, Ponte Caldelas och Pontevedra. 